# Koningin Astridlaantunnel
De Koningin Astridlaantunnel is een verkeerstunnel in de Belgische stad Brugge. De tunnel is onderdeel van de autoweg N31/E403 en kruist de Koningin Astridlaan, in de deelgemeente Sint-Michiels, ondergronds. Boven op de tunnel bevindt zich een grote rotonde voor de kruising van de Koningin Astridlaan met de ventwegen van de N31. Fietsers en voetgangers worden via twee aparte bruggen, elk aan een andere kant van de tunnel, over de N31 geleid.
De bouw van de tunnel startte in het najaar van 2006 en werd voltooid in het voorjaar van 2008. Het project kostte zo'n 18 miljoen euro.
Tunnel 't Zand · Boeverietunnel · Gistelse-Steenwegtunnel · Koning Albert I-laantunnel · Koningin Astridlaantunnel · Legewegtunnel · Paolatunnel · Torhoutse-Steenwegtunnel · Tunnel Kolvestraat